# Friedrich Franz Hurka
Friedrich Franz Hurka, eigentlich František Václav Hůrka (* 19. Februar 1762 in Merklin, Böhmen; † 10. Dezember 1805 in Berlin) war ein böhmischer Opernsänger (Tenor), Dirigent und Komponist. Er galt als einer der bedeutendsten Tenöre seiner Zeit. 

## Leben
Er begann seine musikalische Laufbahn als Altist an der Prager Kreuzherrenkirche, wechselte dann nach Leipzig. 1788 wurde er Kammersänger in der Hofkapelle des Markgrafen Friedrich Heinrich von Brandenburg-Schwedt in Schwedt, anschließend in Dresden und ab 1789 für 1000 Thaler jährliches Salär Königlicher Sänger an der Berliner Hofbühne. Von 1791 bis 1802 wirkte er gleichzeitig als Mitglied an der Singakademie. Daneben schuf er eine ganze Reihe schon der Romantik nahestehende Kompositionen, die jedoch nur teilweise erhalten sind. Der zeitgenössische Musikkritiker Ernst Ludwig Gerber charakterisierte ihn als „größten Sängern, in voller Bedeutung dieses Wortes“ und stellte besonders den „weiten Umfang seiner schönen Stimme“ und die „Fertigkeit, alles vom Blatte zu lesen, und überhaupt in Ausführung der höchsten Schwierigkeiten“ heraus.
Hurka ist 1794 in die Freimaurerloge Friedrich Wilhelm zur gekrönten Gerechtigkeit in Berlin aufgenommen worden.

## Werke
- Scherz und Ernst, 12 Lieder
- Die Farben, 7 Lieder
- 15 deutsche Lieder
- Der Totengräber, Lied
- Die Schiffahrt, Lied
- Des Pächters Rückkehr aus Yorkshire
- Die Glocke, Chorwerk nach Schiller
- Die drei Rosen, Chorwerk
- Te Deum

Verschollen sind:
- Ein Divertimento
- 6 Streichdivertimenti